# Schizomyia variicornis
Schizomyia variicornis är en tvåvingeart som först beskrevs av Jean-Jacques Kieffer 1913.  Schizomyia variicornis ingår i släktet Schizomyia och familjen gallmyggor.
Artens utbredningsområde är Kenya. Inga underarter finns listade i Catalogue of Life.